# Iruixa Skargots
Iruixa Skargots és una banda valenciana nascuda el 2018 a Alzira.
Durant el confinament van traure el single Somriu al dia, amb col·laboracions de diverses persones de l’escena musical com: Victor Lag Gan, baterista dels catalans “The Kinky Coo Coo's”; Antonio Rodriguez, trombonista de la banda de reggae de Vigo “Transilvanians”; Juankar, cantant i baixista dels “Boikot”; José Andrés González, baixista de “La Fúmiga” i Mar Lozano, cantant i trompetista. Aquest tema va ser inclòs dins d'un disc recopilatori anomenat Mans en l’aire.

## Discografia

### Àlbums
- 2020: Iruixa Skargots

### Senzills
- 2021: Somriu al dia

## Mencions
Al novembre de 2021 van ser finalistes dels Premis Carles Santos de la música valenciana, a la categoria de Millor disc de música familiar.